# Rusko (Świdnica)
Pour les articles homonymes, voir Rusko (homonymie).
Rusko est une localité polonaise de la gmina de Strzegom, située dans le powiat de Świdnica en voïvodie de Basse-Silésie.

## Histoire
De 1742 à 1932, Rauske fait partie de l'arrondissement de Striegau dans le district de Breslau au sein de la province de Silésie.